# Municipio de Howe (condado de Perry)
El municipio de Howe  (en inglés: Howe Township) es un municipio ubicado en el condado de Perry en el estado estadounidense de Pensilvania. En el año 2000 tenía una población de 493 habitantes y una densidad poblacional de 23 personas por km².

## Geografía
El municipio de Howe se encuentra ubicado en las coordenadas 40°30′06″N 77°06′59″O / 40.50167, -77.11639.

## Demografía
Según la Oficina del Censo en 2000 los ingresos medios por hogar en la localidad eran de $46,563 y los ingresos medios por familia eran $46,875. Los hombres tenían unos ingresos medios de $38,542 frente a los $25,962 para las mujeres. La renta per cápita para la localidad era de $22,521. Alrededor del 4,0% de la población estaban por debajo del umbral de pobreza.